# Oeiras do Pará
Oeiras do Pará is een gemeente in de Braziliaanse deelstaat Pará. De gemeente telt 26.796 inwoners (schatting 2009).